# كلايف ووكر
كلايف ووكر (بالإنجليزية: Clive Walker)‏ (26 مايو 1957 بأكسفورد في المملكة المتحدة - ) هو مقدم تلفزيوني ولاعب كرة قدم بريطاني في مركز الهجوم. لعب مع برايتون أند هوف ألبيون وتشيلسي وكوينز بارك رينجرز ونادي سندرلاند ونادي فولهام ونادي وكينغ ونادي تشيلتنهام تاون لكرة القدم وفورت لودردايل سترايكرز.

## وصلات خارجية
- كلايف ووكر على موقع قاعدة بيانات كرة القدم.إي يو (الإنجليزية)